# Eddie Keher
Edward Peter Keher, né le 11 novembre 1941 à Inistioge dans le comté de Kilkenny en Irlande, est un hurler irlandais devenu ensuite entraîneur de hurling. Il fait partie des grands joueurs de l’histoire de ce sport.
Eddie Keher commence le hurling dans le club de Rower-Inistioge GAA au cours de l’adolescence. Ses performances en club attirent rapidement l’attention des sélectionneurs de l’équipe du Comté Kilkenny GAA. Il rejoint l’équipe junior en 1957. En trois années parmi les juniors, Keher n’obtient aucun titre national mais il est rapidement intégré dans l’équipe senior du comté. De 1959 à 1977, il dispute plus de 50 matchs de championnat et devient un des buteurs les plus prolifiques de l'histoire du hurling. Il remporte un total de 6 All-Ireland, 10 titres de champion du Leinster et 3 ligues nationales de hurling. Eddie Keher devient ensuite entraîneur mais sans obtenir les mêmes succès que lors de sa carrière de joueur.
Nommé hurler de l’année en 1972, Eddie Keher succède à Christy Ring à la tête du classement des meilleurs scoreurs en hurling. Il marque un total de 439 points pour 34 buts et 334 points. Il n’est dépassé qu’en 2010 par un autre hurler de Kilkenny Henry Shefflin. Keher établi aussi en 1972 le record de points marqués en finale d’un championnat d’Irlande avec 2 buts et 11 points, record dépassé d’un petit point par Nicky English en 1989.
Élu à cinq reprises dans l’équipe All-Star de 1971 à 1975, la réputation de Keher est définitivement reconnue par sa nomination au poste d’ailier gauche dans l’équipe du siècle en 1984 puis au poste d’ailier droit dans l’équipe du Millénaire en 1999

## Biographie
Edward Peter Keher naît à Inistioge, village situé à 25 kilomètres au sud-est de Kilkenny, en 1941. Dès son plus jeune âge il montre des aptitudes particulières à la pratique du hurling, jouant principalement sur la place du village avec ses camarades de classe. Il s’inscrit dans le club de son village et joue dès l’âge de huit ans dans l’équipe des moins de 14 ans. Il montre dès les premières années son talent exceptionnel et sa capacité à tirer les coups francs.
Eddie Keher entre ensuite au St. Kieran's College, un des principaux centres de formation pour les hurlers dans la ville Kilkenny. À 15 ans il est la pièce majeure de l’équipe de son collège qui remporte le titre dans le championnat du Leinster puis la Dr. Croke Cup, le championnat d'Irlande scolaire, en battant en finale le St. Flannans College d'Ennis . Lors de cette finale Keher marque trois buts en deuxième mi-temps avant d’en offrir un autre à un de ses coéquipiers de la ligne d’attaque. En 1958 il remporte pour la deuxième fois le titre de champion du Leinster, mais St. Kieran est ensuite écrasé en finale du championnat d’Irlande par St. Flannan sur le score de 3-10 à 0-2,.
En 1959 Keher gagne un troisième championnat du Leinster alors qu’il en même temps capitaine de l’équipe du collège. Il amène par la suite son équipe vers un deuxième titre national cette fois contre Abbey School de Tipperary
Keher poursuit ses études au Ross's College de Dublin où il se spécialise dans l’économie pour devenir employé de banque. Il travaille alors dans les agences de St Stephen's Green et de Capel Street de Allied Irish Banks. Il est ensuite transféré vers l’agence AIB de Kilkenny avant de devenir le responsable de l’agence de Callan dans le comté de Kilkenny.

## Sa carrière sportive

### avec Rower-Inistioge GAA
Eddie Keher joue pour le club de sa ville natale, le Rower-Inistioge GAA. Le club ne fait pas partie des principaux clubs du comté de Kilkenny. Il rejoint l’élite des équipes seniors seulement lors des premières années des années 1960. En 1968 le club s’empare pour la première fois du titre de champion du Comté de Kilkenny.Keher en est évidemment la pièce maîtresse. Il joue pour le club jusqu’à la fin des années 1970.

### Avec Kilkenny GAA
Les performances de Keher en club lui permettent d’être sélectionné dans l’équipe du comté de Kilkenny pour disputer le championnat junior du Leinster à la fin des années 1950. Dès 1957 il remporte avec Kilkenny GAA le titre provincial aux dépens d’Offaly GAA.  Pour la finale du championnat d’Irlande disputée quelques semaines plus tard contre Tipperary GAA, Keher est seulement remplaçant. Tipperary s’impose 4-7 à 3-7. En 1958, Keher et ses équipiers remportent un deuxième titre dans le Leinster mais perdent ensuite en demi-finale du All-Ireland contre Galway GAA. Keher obtient un troisième titre de champion du Leinster consécutif en 1959 après une écrasante victoire 7-9 à 3-4 sur Wexford GAA. La finale du championnat d’Irlande oppose ensuite pour la deuxième fois en trois ans Kilkenny à Tipperary. Comme en 1957, c’est Tipperary qui remporte le titre.

## Statistiques

### Classement des marqueurs de points
Eddie Keher est le deuxième meilleur marqueur de points de l'histoire du hurling. Il n'a été dépassé par Henry Shefflin, un homme du comté de Kilkenny comme lui, que lors de la demi-finale du championnat du Leinster en 2010.
| Rang | Joueur         | Équipe    | Points          | Matchs | Années        | Moyenne |
| ---- | -------------- | --------- | --------------- | ------ | ------------- | ------- |
| 1    | Henry Shefflin | Kilkenny  | 23-390 (460pts) | 52     | 1999–en cours | 8.8     |
| 2    | Eddie Keher    | Kilkenny  | 35-334 (439pts) | 50     | 1959–1977     | 8.8     |
| 3    | Eoin Kelly     | Tipperary | 17-319 (377pts) | 49     | 2000–en cours | 7.6     |
| 4    | Christy Ring   | Cork      | 33-208 (305pts) | 64     | 1940–1963     | 4.8     |
| 5    | D. J. Carey    | Kilkenny  | 34-195 (297pts) | 57     | 1989–2005     | 5.2     |

## Palmarès

### Kilkenny
- All-Ireland Senior Hurling Championship:
  - Vainqueur (6): 1963, 1967, 1969, 1972, 1974, 1975
  - Finaliste (5): 1959, 1964, 1966, 1971, 1973
- Leinster Senior Hurling Championship:
  - Vainqueur(10): 1963, 1964, 1966, 1967, 1969, 1971, 1972, 1973, 1974, 1975
  - Finaliste (7): 1960, 1962, 1965, 1968, 1970, 1976, 1977
- Ligue nationale de hurling:
  - Vainqueur(3): 1961-1962, 1965-1966, 1975-1976
  - Finaliste (2): 1966-1967, 1976-1977

### Personnel
- All-Star
  - 4 Cú Chulainn : 1963, 1964, 1966, 1967
5 All-Stars : 1971, 1972, 1973, 1974, 1975